# Bertila di Spoleto
Bertila di Spoleto (anche Bertilla) (860 circa – dicembre 915) fu, come moglie di Berengario I, imperatrice dei Romani e regina d'Italia, dal gennaio 875 al dicembre 915.

## Biografia
Era la figlia di Suppone II e Berta. Suo nonno paterno era Adelchi I di Spoleto, secondo figlio di Suppone I e padre di Suppone II. Suo nonno materno era il conte di Piacenza Vifredo I.
Sposò Berengario I nell'880, diventando regina d'Italia nell'888. Tuttavia, il marito perse il suo trono l'anno successivo a favore di Guido II di Spoleto. Berengario ricominciò a riaffermare il suo potere nell'896, dopo la caduta della famiglia Da Spoleto e la ritirata dell'imperatore Arnolfo di Carinzia dalla penisola.
Bertila divenne imperatrice dopo che il marito venne incoronato imperatore nel dicembre 915. Morì, avvelenata, nello stesso mese dello stesso anno, fatto riportato anche dai Gesta Berengarii Imperatoris.

## Famiglia e figli
Berengario e Bertila ebbero le seguenti figlie:
- Berta (? - dopo il 951), badessa e rectrix dei monasteri di San Salvatore di Brescia e di San Sisto di Piacenza;
- Gisla (882-910), che sposò Adalberto I d'Ivrea, che erano i genitori di Berengario II;

## Ascendenza
|                    |           |   | Genitori |  |  | Nonni                |  |  | Bisnonni  |  |
|                    |           |   |          |  |  | Adelchi I di Spoleto |  |  | Suppone I |  |
|                    |           |   |          |  |  | Adelchi I di Spoleto |  |  | Suppone I |  |
|                    |           | … |          |  |  | Adelchi I di Spoleto |  |  |           |  |
| Suppone II         |           |   |          |  |  | Adelchi I di Spoleto |  |  |           |  |
|                    |           | … | …        |  |  |                      |  |  |           |  |
|                    |           | … | …        |  |  |                      |  |  |           |  |
|                    |           | … | …        |  |  |                      |  |  |           |  |
| Bertila di Spoleto |           | … |          |  |  |                      |  |  |           |  |
|                    | Vifredo I | … |          |  |  |                      |  |  |           |  |
|                    | Vifredo I | … |          |  |  |                      |  |  |           |  |
|                    | Vifredo I | … |          |  |  |                      |  |  |           |  |
| Berta              | Vifredo I |   |          |  |  |                      |  |  |           |  |
|                    |           | … | …        |  |  |                      |  |  |           |  |
|                    |           | … | …        |  |  |                      |  |  |           |  |
|                    |           | … | …        |  |  |                      |  |  |           |  |
|                    |           | … |          |  |  |                      |  |  |           |  |